# Кампана (остров)
Кампана — остров архипелага Чонос в Чили. Этот остров — десятый по площади из всех островов Чили. Наивысшая точка — 1311 метров над уровнем моря. Расположен между заливом Пеньяс и каналом Кастильо.

## География
Остров Кампана имеет продолговатую форму, его длина составляет 78 км, а ширина — 28 км. Береговая линия длиной в 589 километров состоит из множества скал. Весь остров очень гористый — самая высокая вершина достигает 1311 метров. На северо-западном побережье находятся вершины Дора-Норте и Дора-Сур, высота которых составляет 698 метров. Также на острове находится гора Серручо высотой в 785 метров, гора Рот, пик Агуду и холм Тибурон.
На северном побережье острова Кампана находится гавань Пуэрто-Барбара. Глубина гавани составляет 6-8 метров и подходит только для небольших судов.

## Климат
На 60 градусах ю. ш. субтропические и полярные ветра смешиваются, создавая пояс низкого давления. Поэтому на острове холодные дожди идут круглый год, а осень наиболее дождливая. Ясных дней мало, средняя температура составляет 9°С.